# トルコ軍

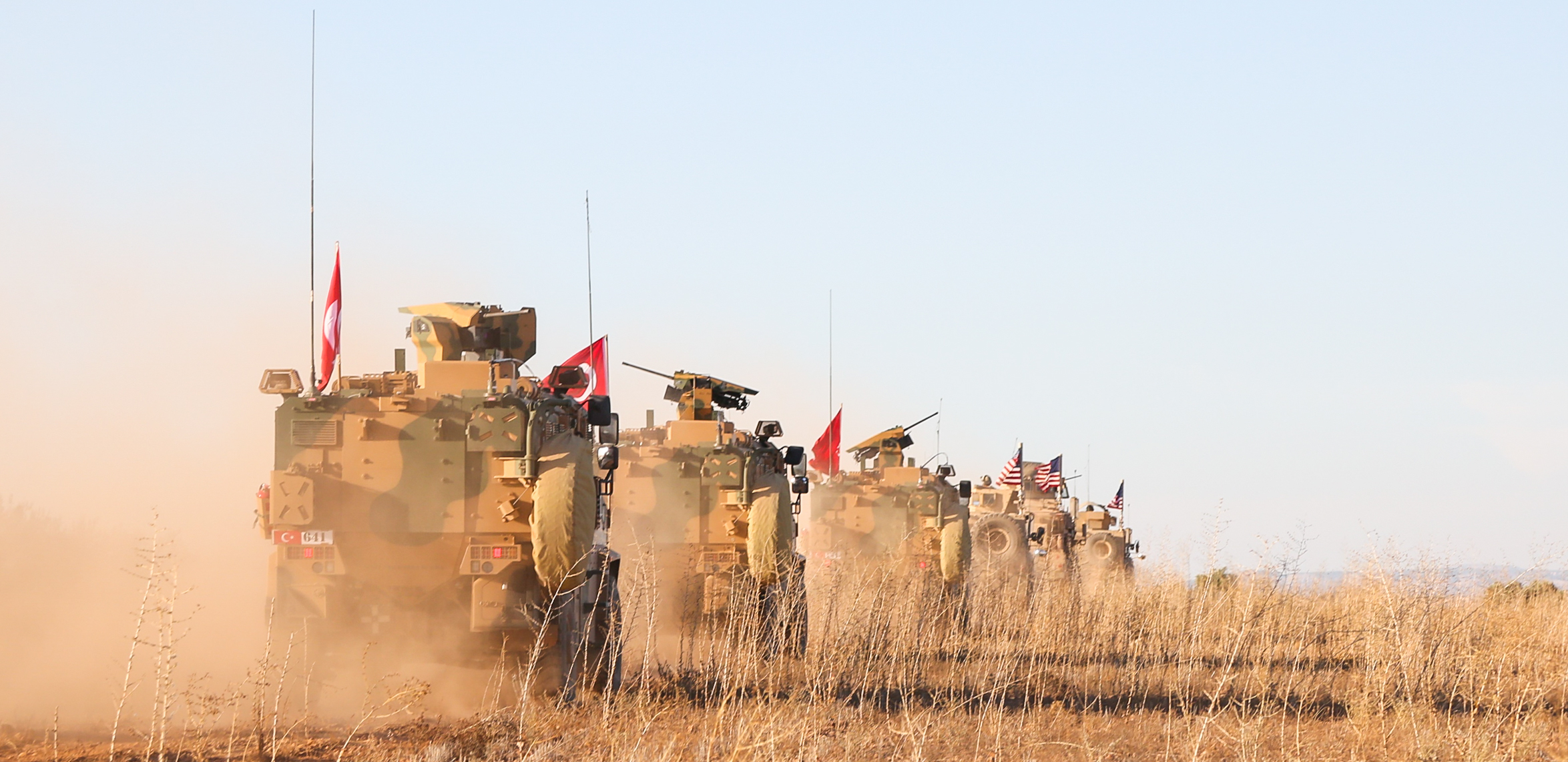
シリア北部で米軍と合同パトロールを行うトルコ軍（2018年）

トルコ軍（トルコぐん、トルコ語: Türk Silahlı Kuvvetleri）は、ヨーロッパ大陸と小アジアにまたがるトルコ共和国の軍隊。兵員数は約65万人で、兵員規模に関しては北大西洋条約機構（NATO）加盟国で第2位に位置する。
最高指揮権は平時には大統領に属し、戦時にはトルコ共和国参謀本部議長（Türk Silahlı Kuvvetleri Genelkurmay Başkanı）に属すると憲法によって規定されている。
参謀本部議長の地位は事実上、陸軍の指定席である。独自の核戦力は保持していないが、2005年まではアメリカ合衆国とニュークリア・シェアリングを行い、核抑止を行っていた。またキューバ危機の解決策として撤去されるまで、核弾頭を搭載したアメリカ空軍の準中距離弾道ミサイル（MRBM）「ジュピター」がソ連に向けて配備されていた。
国父アタテュルク以来の国是である世俗主義原則などの体制の守護者を任じ、1960年、1980年の2度の軍事クーデターと2016年にも軍事クーデター未遂を起こすなど、政治色の強い軍隊として知られ、現在でも高い政治的発言力を持つ。

## 実戦と対外関係
第一次世界大戦でのオスマン帝国敗北後、ギリシャやアルメニア、フランスの侵攻・占領軍と戦い、現在のトルコ共和国の確立と領土確保の原動力となった（トルコ革命）。第二次世界大戦では、末期に日本に形式的な宣戦布告をしたのみで、中立を維持した。
戦後はソ連の脅威に対抗するため米欧と協調して朝鮮戦争に派兵したほか、NATOに参加して南からソ連・東欧諸国（ワルシャワ条約機構）を牽制した。一方、同じNATO加盟国であるギリシャとの緊張は続き、キプロス紛争に介入。現在も北キプロスに駐留している。
またアフガニスタンにおける国際治安支援部隊の参加国でもある。
トルコはアナトリア半島南東部にクルド人居住地域を含んでおり、独立を求めるクルディスタン労働者党（PKK）の武力闘争に対する鎮圧作戦を長年続けている。PKKなど反トルコ派のクルド人は国境をまたいで居住・活動しているほか、イラク戦争後の混乱やシリア内戦を機に勢力を拡張したイスラム国（ISIL）がトルコ本土でテロを起こすようになった。このため親トルコ派勢力の支援も兼ねて、イラクとシリアへの派兵や越境空爆をしばしば行っており、両国政府から主権・領土の侵害として抗議を受けている（トルコ軍によるシリア侵攻）。
トルコは中近東有数の軍事力を有するうえ、経済発展により国民の自負心が高まっている。こうした背景により、中東・イスラム圏全体に影響力を及ぼそうとする「新オスマン主義」と呼びうる外交・安全保障政策をとりつつあると指摘されている。2016年には、オスマン帝国が一時支配下に置いていたペルシャ湾岸のカタールの軍事基地を利用する協定を締結。2017年にはソマリアのモガディシオに軍事基地を設けた。2020年ナゴルノ・カラバフ紛争ではアゼルバイジャンを支援し、同国首都バクーで12月10日実施された戦勝式典にはトルコのレジェップ・タイイップ・エルドアン大統領が主賓格で招かれたほか、トルコ軍兵士も行進に参加した。同年にはリビア内戦にも暫定政権を支援するため派兵した。
こうした動きの底流にはキプロス紛争で芽生えたNATOへの不信があり、上海協力機構などの非NATO諸国との関係をより重視するユーラシア主義者の政治家や軍人が存在するとも指摘されている。軍事装備は西側のものだけではなく、中華人民共和国の協力で弾道ミサイルのJ-600TユルドゥルムやMRLSのT-300カシルガを開発しており、中国の地対空ミサイルであるHQ-9も購入するも後に撤回した。ロシアからはNATOと互換性のない地対空ミサイルのS-400を導入した。また、従来はアメリカ合衆国やイスラエルと行ってきた合同軍事演習アナトリアの鷲を中国とも実施した。自立志向も強く、装備の国産化率を7割に高め、さらに中東諸国やトルクメニスタン、パキスタンなどに輸出もしている。無人機など装備の開発・改良には、シリアなどでの実戦経験が反映されている。

## 徴兵制度
トルコは良心的兵役拒否すら認めない完全な男性皆兵制をとっており、身体の障害などの理由がない限り、男性には15ヶ月間の兵役（大卒者は12ヶ月）が課され、陸軍、海軍、空軍、沿岸警備隊のいずれかに配属される。定期バスなどは道端で時々、軍のID検査があり、兵役を逃れている者がいれば、即刻そのまま任地に強制連行される（一旦、家にも帰れない）。18歳～40歳までの男性で、IDカード保持者（国籍保持者の男性）を対象に行われるが、学生の間は免除される。また、ジャンダルマ（国家憲兵）は徴兵制をとっていない。一般には20歳までに兵役に応じ、最下級の兵士（er）としての訓練と任務に就くことになる。また、大学を卒業した者は、兵ではなく下士官としての訓練を受ける。
兵役期間中の給与は極めて安く、軍種・兵科・任地などにより異なるが、2004年時点おおむね2,000万トルコリラ（20新トルコリラ）程度である。これは、トルコの物価においてタバコ8箱程度であり、そのため一般には兵役は無償（bedava）とみなされている。これに対して職業軍人は「有給軍人（para askeri）」と呼ばれる。以前は代人料を払って兵役の期間を短くする制度があったが、貧富で差が出てきて問題になったため、現在は廃止されている。

## 編成
トルコ軍は統合参謀本部（Genelkurmay Başkanlığı）を頂点に、陸軍、海軍、空軍によって編成されている。また戦時においては、内務省所属のジャンダルマが陸軍の、沿岸警備隊が海軍の指揮下に入ることとされている。

### 陸軍

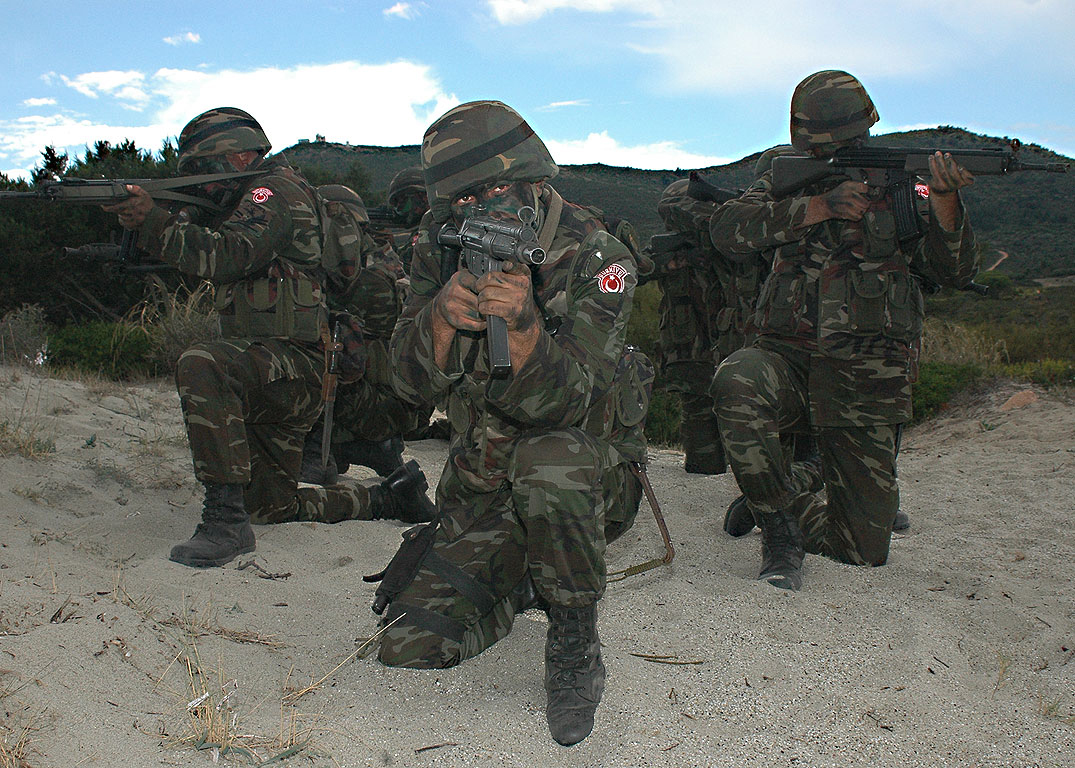
NATOの軍事演習に参加したトルコ陸軍兵士

首都アンカラの陸軍司令部の下、以下の上級司令部が置かれている。
- 第1軍司令部
- 第2軍司令部
- 第3軍司令部
- エーゲ軍司令部
- 第4軍団司令部（首都防衛）
- 訓練・ドクトリン司令部（軍級）
- 補給司令部（軍団級）
- キプロス駐留トルコ平和部隊司令部（軍団級）
- 航空司令部（旅団級）

さらにこれらの上級司令部の下、以下師団・旅団等の戦闘部隊等が配置されている。
- 10個軍団
- 2個機械化歩兵師団
- 2個機械化歩兵師団司令部
- 1個歩兵師団
- 1個歩兵訓練師団
- 14個機械化歩兵旅団
- 14個機甲旅団
- 12個歩兵／国内治安旅団
- 5個特殊任務旅団
- 5個訓練旅団

装備品はできる限り国産化しており、現在、K2をベースとした初の国産戦車となるアルタイを開発中。
現在、イスラエルで開発されたサブラMk.IIの改修パッケージによりM60をM60Tに改修して運用中。

### 海軍
アンカラの海軍司令部の下、以下の上級司令部が置かれている。
- 艦隊司令部 - イズミット
- 北部海域司令部（黒海） - イスタンブール
- 南部海域司令部（地中海） - イズミル
- 海軍訓練教育司令部 - イスタンブール

さらにこれらの上級司令部の下、以下の艦艇及び戦闘部隊等が配備されている。
- 潜水艦13隻
- 主要水上戦闘艦21隻
- 機雷戦艦艇22隻
- ミサイル艇21隻
- 揚陸艦艇52隻
- 哨戒機／哨戒ヘリコプター23機
- 水陸両用海兵旅団 - フォチャ

過去に所属した艦艇も含めた詳細は、「トルコ海軍艦艇一覧」参照。

### 空軍

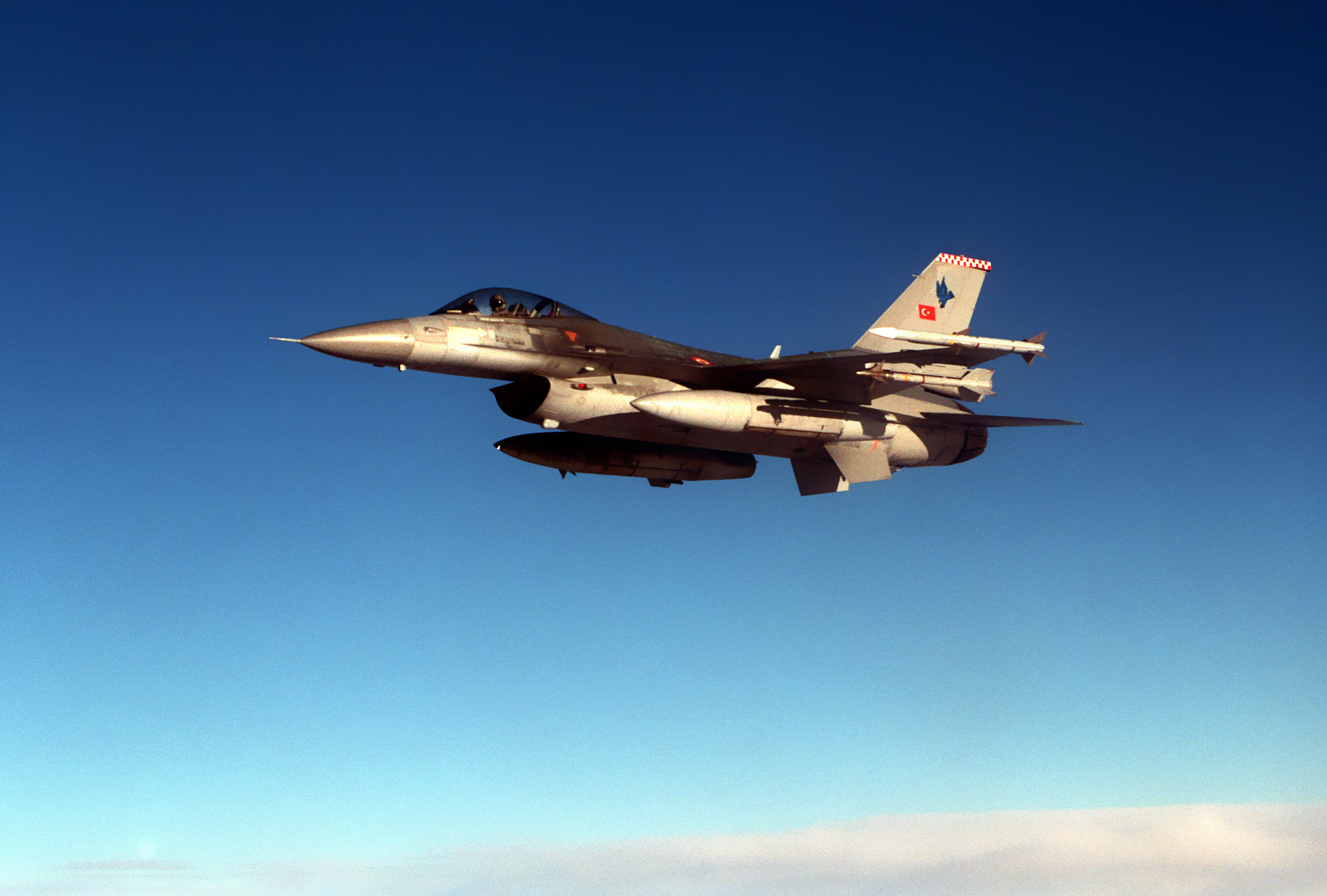
トルコ空軍のF-16

- 戦闘攻撃機 F-16C/Dファイティングファルコン×224機　F-4EファントムⅡ×174機
- 輸送機 CN235-100M×43機 C-130E/H×18機 C-160T×16機 エアバス A400M×2機(最終的に8機)
- 早期警戒管制機 E-7×4機

アンカラの空軍司令部の下、以下の上級司令部が置かれている。
- 第1戦術空軍司令部（軍団級）
- 第2戦術空軍司令部（軍団級）
- 航空補給司令部（軍団級）
- 航空教育司令部（軍団級）

さらにこれらの上級司令部の下、以下の戦闘部隊等が配置されている。
- 19個戦闘スコードロン
- 2個輸送スコードロン
- 5個教育スコードロン
- 6個警戒スコードロン
- 1個給油スコードロン
- 8個地対空ミサイルスコードロン

## 階級

### 陸空軍将校
| NATO階級符号 | 階級章         | 階級章                                     | 階級章           | 階級章            | 階級章            | 階級章            | 階級章       | 階級章        | 階級章         | 階級章         | 階級章          | 階級章        | 階級章              | 階級章 | 階級章                                        |
| NATO階級符号 | OF-10          | OF-9                                       | OF-9             | OF-8              | OF-7              | OF-6              | OF-5         | OF-4          | OF-3           | OF-2           | OF-1            | OF-1          | OF-1                | OF(D)  | Student officer                               |
| ------------ | -------------- | ------------------------------------------ | ---------------- | ----------------- | ----------------- | ----------------- | ------------ | ------------- | -------------- | -------------- | --------------- | ------------- | ------------------- | ------ | --------------------------------------------- |
| 陸軍         | Mareşal (元帥) | Genelkurmay başkanı (参謀本部議長たる大将) | Orgeneral (大将) | Korgeneral (中将) | Tümgeneral (少将) | Tuğgeneral (准将) | Albay (大佐) | Yarbay (中佐) | Binbaşı (少佐) | Yüzbaşı (大尉) | Üsteğmen (中尉) | Teğmen (少尉) | Asteğmen (見習士官) | -      | (種類あり) Harbiyeli (士官候補生、幹部候補生) |
| 空軍         | Mareşal (元帥) | Genelkurmay başkanı (参謀本部議長たる大将) | Orgeneral (大将) | Korgeneral (中将) | Tümgeneral (少将) | Tuğgeneral (准将) | Albay (大佐) | Yarbay (中佐) | Binbaşı (少佐) | Yüzbaşı (大尉) | Üsteğmen (中尉) | Teğmen (少尉) | Asteğmen (見習士官) | -      | (種類あり) Harbiyeli (士官候補生、幹部候補生) |

### 陸空軍下士官・兵
| NATO階級符号 | 階級章                                     | 階級章                           | 階級章                               | 階級章                   | 階級章                                  | 階級章                        | 階級章                       | 階級章                 | 階級章       | 階級章                  | 階級章        | 階級章 | 階級章               |
| NATO階級符号 | OR-9                                       | OR-8                             | OR-7                                 | OR-6                     | OR-5                                    | OR-5                          | OR-5                         | OR-4                   | OR-4         | OR-3                    | OR-3          | OR-2   | OR-1                 |
| ------------ | ------------------------------------------ | -------------------------------- | ------------------------------------ | ------------------------ | --------------------------------------- | ----------------------------- | ---------------------------- | ---------------------- | ------------ | ----------------------- | ------------- | ------ | -------------------- |
| 陸軍         | Astsubay kıdemli başçavuş (最先任上級曹長) | Astsubay başçavuş (先任上級曹長) | Astsubay kıdemli üstçavuş (上級曹長) | Astsubay üstçavuş (曹長) | Astsubay kıdemli çavuş (最先任上級軍曹) | Astsubay çavuş (先任上級軍曹) | Astsubay astçavuş (上級軍曹) | Uzman çavuş (先任軍曹) | Çavuş (軍曹) | Uzman onbaşı (先任伍長) | Onbaşı (伍長) | -      | (階級章無し) Er (兵) |
| 空軍         | Astsubay kıdemli başçavuş (最先任上級曹長) | Astsubay başçavuş (先任上級曹長) | Astsubay kıdemli üstçavuş (上級曹長) | Astsubay üstçavuş (曹長) | Astsubay kıdemli çavuş (最先任上級軍曹) | Astsubay çavuş (先任上級軍曹) | Astsubay astçavuş (上級軍曹) | Uzman çavuş (先任軍曹) | Çavuş (軍曹) | Uzman onbaşı (先任伍長) | Onbaşı (伍長) | -      | (階級章無し) Er (兵) |

### 海軍士官
| NATO階級符号 | 階級章              | 階級章                                        | 階級章          | 階級章           | 階級章           | 階級章               | 階級章       | 階級章        | 階級章         | 階級章         | 階級章          | 階級章        | 階級章                | 階級章 | 階級章                                        |
| NATO階級符号 | OF-10               | OF-9                                          | OF-9            | OF-8             | OF-7             | OF-6                 | OF-5         | OF-4          | OF-3           | OF-2           | OF-1            | OF-1          | OF-1                  | OF(D)  | Student officer                               |
| ------------ | ------------------- | --------------------------------------------- | --------------- | ---------------- | ---------------- | -------------------- | ------------ | ------------- | -------------- | -------------- | --------------- | ------------- | --------------------- | ------ | --------------------------------------------- |
| 海軍         | Büyük amiral (元帥) | Genelkurmay başkanlığı (参謀本部議長たる大将) | Oramiral (大将) | Koramiral (中将) | Tümamiral (少将) | Tuğamiral (下級少将) | Albay (大佐) | Yarbay (中佐) | Binbaşı (少佐) | Yüzbaşı (大尉) | Üsteğmen (中尉) | Teğmen (少尉) | Asteğmen (少尉候補生) | -      | (種類あり) Bahriyeli (兵学校学生、幹部候補生) |

### 海軍兵員
| NATO階級符号 | 階級章                                           | 階級章                                 | 階級章                                     | 階級章                           | 階級章                                  | 階級章                        | 階級章                       | 階級章                     | 階級章           | 階級章                  | 階級章        | 階級章 | 階級章               |
| NATO階級符号 | OR-9                                             | OR-8                                   | OR-7                                       | OR-6                             | OR-5                                    | OR-5                          | OR-5                         | OR-4                       | OR-4             | OR-3                    | OR-3          | OR-2   | OR-1                 |
| ------------ | ------------------------------------------------ | -------------------------------------- | ------------------------------------------ | -------------------------------- | --------------------------------------- | ----------------------------- | ---------------------------- | -------------------------- | ---------------- | ----------------------- | ------------- | ------ | -------------------- |
| 海軍         | Astsubay kıdemli başçavuş (最先任最上級上等兵曹) | Astsubay başçavuş (先任最上級上等兵曹) | Astsubay kıdemli üstçavuş (最上級上等兵曹) | Astsubay üstçavuş (上級上等兵曹) | Astsubay kıdemli çavuş (最先任上等兵曹) | Astsubay çavuş (先任上等兵曹) | Astsubay astçavuş (上等兵曹) | Uzman çavuş (先任上級兵曹) | Çavuş (上級兵曹) | Uzman onbaşı (先任兵曹) | Onbaşı (兵曹) | -      | (階級章無し) Er (兵) |